# انتونیو السوا
انتونیو السوا (انگلیسی: Antonio Alsúa; ۲۵ اکتبر ۱۹۱۹ – ۳ آوریل ۱۹۹۸) بازیکن فوتبال اهل اسپانیا بود.
از باشگاه‌هایی که در آن بازی کرده‌است می‌توان به باشگاه فوتبال رئال مادرید اشاره کرد.

## دوران باشگاهی
السوا یکی از مهم‌ترین بازیکنان رئال مادرید در دهه ۱۹۴۰ میلادی بود که حتی بازوبند کاپیتانی را نیز به بازو می‌بست. او موفق به کسب ۳ جام با این تیم شد و بیشتر از ۱۷۰ بازی برای این تیم انجام داد.

## زندگی شخصی
انتونیو برادر بزرگتر رافائل السوا است که او نیز بازیکن رئال مادرید بود اما بیش‌تر دوران حرفه‌ای خود را در رئال سوسیداد و راسینگ سانتاندر گذراند.

## افتخارات
رئال مادرید
- کوپا دل ژنرالیسیمو: ۱۹۴۶، ۱۹۴۷[۱]
- کوپا اوا دوارته: ۱۹۴۷[۲]